# Experimental-Konstruktionsbüro
Ein Experimental-Konstruktionsbüro (russisch Опытно-конструкторское бюро Opytno-konstruktorskoje bjuro, Abkürzung ОКБ OKB) ist die Bezeichnung für ein von einem erfolgreichen Luft- und Raumfahrt-Ingenieur geleitetes sowjetisches bzw. russisches Entwicklungs-, Konstruktions- und Planungsinstitut, nach dessen Plänen in Herstellungsbetrieben Flugzeuge, Raketen oder Ähnliches produziert wurden.

## Geschichte
Die ersten OKBs entstanden 1939 und rekrutierten ihre Chefkonstrukteure aus dem ZAGI oder dem ZKB, die bis dahin alleinig für die Entwicklung von Flugzeugen in der Sowjetunion zuständig waren. Der Chefkonstrukteur war auch gleichzeitig der Namensgeber der Konstrukteurgruppe. Jedes OKB war mit einer angeschlossenen Werkstatt und einem Flugplatz ausgerüstet, so dass Projekte an Ort und Stelle gebaut und erprobt werden konnten. Wurde ein Flugzeug für die Serienproduktion zugelassen, wurde es in zentral zugeteilten staatlichen Produktionsstätten, die im gesamten sowjetischen Gebiet verteilt waren, gebaut. Es wurde dennoch nach seinem Konstrukteur plus einer Seriennummer benannt. Eine Ausnahme bildete der Zweite Weltkrieg, in dem die OKB-Werkstätten zur Steigerung des Ausstoßes ebenfalls in die Serienfertigung einbezogen wurden. Nach dem Ausscheiden bzw. Tod des Chefkonstrukteurs behielten die OKBs in der Regel ihren Namen (z. B. Tupolew) oder wurden geschlossen (z. B. Polikarpow). In der Stalinzeit arbeiteten manche der Konstrukteure allerdings jahrelang in sowjetischen Sondergefängnissen oder in den zwei Sonderbüros 29 und 39 des NKWD; dies waren unter anderem Tupolew, Bartini, Polikarpow, Petljakow, Mjassischtschew und Tomaschewitsch.
Nach dem Zweiten Weltkrieg kamen Konstruktionsbüros für Hubschrauber, Raketen- und Raumfahrttechnik hinzu.
Im heutigen Russland sind die verbliebenen Konstruktionsbüros und damit verbundenen Produktionsstätten in den staatlichen Luftfahrtkonzern OAK integriert, so dass man sie nicht mit westlichen Herstellern vergleichen kann.

## Konstruktionsbüros für Flugzeuge
- OKB-21 Alexejew
- OKB-23 und OKB-482 Mjassischtschew (M)
- OKB-31 Moskalew
- OKB-39 und OKB-240 Iljuschin (Il)
- OKB-49 Berijew (Be)
- OKB-51 Polikarpow (Po), später Suchoi (Su)
- OKB-86 Bartini, ab 1938 auch OKB-89 Maximow
- OKB-89 Maximow
- OKB-115 Jakowlew (Jak)
- OKB-120 Schdanow
- OKB-153 und OKB-473 Antonow (An)
- OKB-155 Mikojan-Gurewitsch (MiG)
- OKB-155-2 erst Ableger des OKB-155, später Beresnjak-Issajew (BI), heute MKB Raduga
- OKB-156 Tupolew (Tu), auch Petljakow (Pe) und Archangelski (Ar)
- OKB-207 Borowkow
- OKB-240 Jermolajew (Jer)
- OKB-256 Zybin, 1959 in das OKB von Mjassischtschew überführt
- OKB-301 Lawotschkin (La)
- OKB-458 Tschetwerikow

## Konstruktionsbüros für Hubschrauber
- OKB-329 Mil
- OKB-938 Kamow

## Konstruktionsbüros für Flug- und Raketenmotoren
- OKB-19 Solowjow, später Awiadwigatel OAO
- OKB-20 Omsk-Motoren OKB
- OKB-26, OKB-45 und OKB-117 Klimow
- OKB-165 Ljulka
- OKB-276 Kusnezow, später NK-Motoren
- OKB-300 Mikulin, später Tumanski
- OKB-456 Gluschko (Gasdynamisches Laboratorium), inzwischen NPO Energomasch
- OKB-478 Saporischschjaer Motorenwerk Iwtschenko Fortschritt, unter anderem geleitet von Alexandr Iwtschenko und Wladimir Lotarjow

## Konstruktionsbüros für Raketen und Raumfahrtausrüstung
- OKB-1 Koroljow, heute RKK Energija
- OKB-2 Tritko
- OKB-4 Bisnowat, heute NPO „Molnija“
- OKB-10 Reschetnjow, NPO PM
- OKB-30 Kissunko, 1965 aus KB-1, „Antiraketen“, Rakete B-1000, Komplexe „A“, „A-35“, „A-35M“
- OKB-52 Tschelomei, heute NPO Maschinostrojenija
- OKB-134 Toropow, heute Wympel NPO
- OKB-586 Jangel, heute KB Juschnoje
- OKB-692 Steuerungs- und Navigationssysteme (u. a. für die Rakete R-16) in Charkow

## Konstruktionsbüros für Kerntechnik
- OKB Gidropress, Kernreaktoren der WWER-Serie
- OKB-246 Afrikantow, heute OKBM, Kernreaktoren für militärische Anwendungen, Atom-U-Boote, Atomeisbrecher, schnelle Reaktoren,  Kleinreaktoren für Kernheizwerke (Woronesch, Gorki) und schwimmende Kernkraftwerke wie die Akademik Lomonossow

## Konstruktionsbüros für U-Boote
- OKB Malachit
- OKB Rubin

## OKBs der Sowjetischen Besatzungszone Deutschlands
Nach dem Zweiten Weltkrieg im Zeitraum von Mai 1945 bis Oktober 1946 (siehe Aktion Ossawakim) bestanden für militär- und wirtschaftspolitisch relevante Aufgaben in der Sowjetischen Besatzungszone Deutschlands und im sowjetischen Sektor von Berlin folgende OKBs
- OKB-1 in Dessau bei Junkers & Co.
  - OKB-1(F) in Warnemünde bei Heinkel („F“ für Filiale)
- OKB-2 in Staßfurt bei BMW
- OKB-3 in Halle (Saale) bei Siebel Flugzeugwerke
- OKB-4 in Berlin bei Askania Werke
- OKB-5 in Berlin bei ?
- OKB-6 in Berlin bei Siemens
- OKB-7 in Neuhaus-Schierschnitz bei Siemens